# Center for Interamerican Studies
Das Center for InterAmerican Studies (CIAS) ist eine fakultätsübergreifende Einrichtung der Fakultät für Geschichtswissenschaft, Philosophie und Theologie sowie der Fakultät für Linguistik und Literaturwissenschaft an der Universität Bielefeld, die sich in Forschung und Lehre mit dem amerikanischen Doppelkontinent auseinandersetzt. Das CIAS ist 2011 aus dem 2002 entstandenen interdisziplinären Lehr- und Forschungsverbund der InterAmerikanischen Studien und dem bei der Gründung der Universität definierten Universitätsschwerpunkt „Lateinamerikaforschung“ hervorgegangen. Zu seinen Mitgliedern gehören Forscher aus Geschichtswissenschaft, Soziologie, Politikwissenschaft, Theologie, Lateinamerikanistik, Amerikanistik, Literaturwissenschaft, Linguistik, Rechtswissenschaft und Biologie der Universität Bielefeld sowie des Fachbereichs Sozialwesen der Hochschule Bielefeld.

## Idee
Das CIAS ist Ausdruck einer neuen Ausrichtung der Regionalstudien im Zuge der vielfältigen Dynamiken der Globalisierung, womit immer mehr interregionalen und interkontinentalen Problemfeldern und Fragestellungen Rechnung getragen wird. Wie in kaum einer anderen Weltregion treffen Amerika kulturelle, soziale und politische Gegensätze zwischen der post-industriellen Welt, sowie „Schwellen-“ und „Entwicklungsländern“ aufeinander. Trotz der evidenten geopolitischen Unterschiede zwischen Nord- und Südamerika sowie der Karibik sind die Gesellschaften der westlichen Hemisphäre jedoch von der gemeinsamen Geschichte europäischer Kolonialisierung und Sklaverei geprägt, die bis in die Gegenwart fortdauernde postkoloniale Tiefenstrukturen hervorgebracht hat. Das CIAS ist daher zum einen Mitglied traditioneller Zusammenschlüsse der Regionalstudien wie der Arbeitsgemeinschaft Deutsche Lateinamerikaforschung (ADLAF). Zum anderen wirkt es darüber hinausgehend an der Institutionalisierung der Area Studies in der deutschen Forschungslandschaft mit und beteiligt sich an der Neuausrichtung regional konzipierter Forschungszusammenschlüsse – so in dem Verein CrossArea e.V., zu dessen Gründungsmitgliedern das CIAS gehört.

## Aufgaben
Das CIAS hat dementsprechend die komparative und transregionale Erforschung von Interkulturalität, Identitätspolitiken und Kolonialität, Kulturpolitik und Medialität, Sozialen Bewegungen, Integration und gesellschaftlichen Transformationen sowie Migration und Transnationalisierungsdynamiken in den Amerikas ins Zentrum seiner Arbeit gestellt, was in zahlreichen Forschungsprojekten seinen Ausdruck findet. Von 2013 bis 2020 waren die Forschungsaktivitäten des CIAS in dem von BMBF geförderten Projekt „Die Amerikas als Verflechtungsraum“ gebündelt. Das CIAS koordiniert das Forschungsprojekt, das das CALAS – Maria Sibylla Merian Center for Advanced Latin American Studies. organisiert.
Ein weiterer Schwerpunkt der Arbeit des CIAS liegt in dem Bereich der internationalen Vernetzung. So ist die Geschäftsführung der International Association of Inter-American Studies an der Universität Bielefeld angesiedelt, zudem gibt es zahlreiche Kooperationsabkommen mit Universitäten und Forschungseinrichtungen in den Amerikas.

## Lehre
In der Lehre stärkt das CIAS eine interdisziplinäre und interregionale Perspektive in den Area-Studies. Damit trägt es den rezenten Anforderungen an eine Transnationalisierung in den Kultur- und Gesellschaftswissenschaft Rechnung, die sich im Rahmen der aktuellen Globalisierungsprozesse ergeben. Im Bereich der Postgraduate Studies wird ein eigenständiges interdisziplinäres Masterprogramm „InterAmerikanische Studien“ angeboten. Im Bachelor wird das Kleine Nebenfach „Geschichte und Kultur Lateinamerikas“ angeboten.
Das CIAS bietet in jedem Semester ein Forschungskolloquium InterAmerikanische Studien an, das für alle offen ist. Zudem organisiert das CIAS Veranstaltungen wie Tagungen, Kongresse, und Summer Schools.

## Publikationen
Ein zentrales Publikationsorgan des CIAS ist das E-Journal FIAR: Forum for Inter-American Research. Des Weiteren ist die Arbeit des CIAS durch vielfältige Publikationen gekennzeichnet, die zum Teil in der Reihe IAS Inter-American Studies / Estudios Interamericanos erscheinen.